# Quand Chuck rencontre Larry
Pour plus de détails, voir Fiche technique et Distribution.
Quand Chuck rencontre Larry (I now Pronounce You Chuck and Larry ou Je vous déclare Chuck et Larry au Québec) est un film américain, sorti en 2007.

## Synopsis
Larry a un jour sauvé Chuck et voilà qu'il lui demande une grande faveur en retour : agir comme s'il était son partenaire domestique afin que ses enfants puissent bénéficier de sa pension. Mais lorsqu'un bureaucrate suspicieux décide de vérifier leur statut, les deux hétéros doivent s'improviser nouveaux mariés.

## Fiche technique
- Titre original : I Now Pronounce You Chuck and Larry
- Titre français : Quand Chuck rencontre Larry
- Titre québécois : Je vous déclare Chuck et Larry
- Réalisation : Dennis Dugan
- Scénario : Barry Fanaro, Alexander Payne et Jim Taylor
- Direction artistique : Alan Au
- Décorateurs de plateau : Gary Fettis
- Création des décors : Perry Andelin Blake
- Création des costumes : Ellen Lutter
- Directeur de la photographie : Dean Semler
- Montage : Jeff Gourson (en)
- Distribution des rôles : Roger Mussenden
- Maquillages : Corrina Duran
- Musique : Rupert Gregson-Williams
- Supervision de la musique : Michael Dilbeck, Brooks Arthur
- Chorégraphie : Hi-Hat
- Production : Adam Sandler, Jack Giarraputo, Tom Shadyac, Michael Bostick
- Producteur exécutif : Barry Bernardi, Lew Gallo, Ryan Kavanaugh
- Coproducteur : Allen Covert, Kevin Grady, Nick Swardson
- Producteur associé : Amanda Morgan Palmer
- Société de production : Universal Pictures, Shady Acres Entertainment, Happy Madison Productions. Relativity Media
- Pays d'origine : États-Unis
- Format : Couleurs - 1,85:1 - DTS / Dolby Digital / SDDS
- Genre : comédie romantique
- Durée : 115 minutes
- Date de sortie :

États-Unis : 12 juillet 2007 (première à Universal City, Californie), 20 juillet 2007 (sortie nationale)
France : 29 août 2007

## Distribution
Légende : V. F. = Version Française[réf. nécessaire] et V. Q. = Version Québécoise
- Adam Sandler (V. F. : Serge Faliu ; V. Q. : Antoine Durand) : Chuck Levine
- Kevin James (V. F. : Jean-François Aupied ; V. Q. : Tristan Harvey) : Larry Valentine
- Jessica Biel (V. F. : Marie Zidi ; V. Q. : Camille Cyr-Desmarais) : Alex McDonough
- Dan Aykroyd (V. F. : Richard Darbois ; V. Q. : Mario Desmarais) : Captain Tucker
- Ving Rhames (V. F. : Sylvain Lemarié ; V. Q. : Pierre Auger) : Fred G. Duncan
- Steve Buscemi (V. F. : Daniel Lafourcade) : Clint Fitzer
- Nicholas Turturro (V. F. : Marc Lesser ; V. Q. : Philippe Martin) : Renaldo Pinera
- Allen Covert (V. F. : Arnaud Arbessier ; V. Q. : Patrick Chouinard) : Steve
- Rachel Dratch (V. F. : Véronique Rivière ; V. Q. : Natalie Hamel-Roy) : Sara Powers, la superviseure
- Richard Chamberlain (V. F. : Pierre Dourlens ; V. Q. : Daniel Lesourd) : Conseiller à la banque
- Nick Swardson : Kevin McDonough
- Blake Clark : SDF fou
- Mary Pat Gleason : Teresa
- Matt Winston (V. F. : Éric Legrand) : Glen Aldrich
- Lance Bass : Band Leader
- Dave Matthews : vendeur
- Dan Patrick : policier de New York
- Rob Corddry : Jim le manifestant
- Robert Smigel : Mailman
- Richard Kline : M. Auerbach
- Gary Valentine : Karl Eisendorf
- Jonathan Loughran : David Nootzie
- Peter Dante : Tony Paroni
- J.D. Donaruma : J.D.
- Michael Buscemi : Higgy
- Cole Morgen : Eric Valentine
- Shelby Adamowsky : Tori Valentine
- Brad Grunberg : Bernie
- John P. Farley : Criminal (voix)
- Becky O'Donohue : Darla
- Jessie O'Donohue : Donna
- Chandra West : Dr. Honey
- Jackie Sandler : professeur
- Judith Sandler : femme Brooklyn
- Sandy Wernick : gardien de prison
- Kevin Grady : huissier de justice
- Dennis Dugan : chauffeur de taxi
- Kathleen Doyle : mère de Bernie
- Tila Tequila : Hooters Girl
- Candace Kita : Hooters Girl
- Jina Song : Hooters Girl
- Jamie Chung : Hooters Girl
- Lena Yada : Hooters Girl
- Tyler McKinney : Garçon afro-américain
- Delaney Keefe : Pig-Tailed Girl
- Conner Wiles : Jerky Boy
- Mark Higgins : pompier
- David Connare : pompier
- Tom Silardi : pompier
- Billy Concha : pompier
- Darryl Adone : pompier
- Chris Atwell : pompier
- Kevin Nolan : pompier
- Robert Harvey : pompier
- Adam Herschman : employé de M. Pickle
- Michael Westphal : Gay Party Goer
- Tracy Bennett : Gay Party Goer
- Marc Vann : manifestant
- Bud Mathis : manifestant
- Chuck Church : manifestant
- Michael P. Catanzarite : portier
- Jennifer Kushner : lesbienne
- Lauren Lamonsoff : jolie fille dans la foule
- James Emory Jr. : greffier du comté
- Larry Bullock : Garçon du calendrier
- Tim Wiles : Ami gai
- August 'Augie' Johnson : chanteur mariage
- Reagie Clark : chanteur mariage
- Milton Ellis : chanteur mariage
- Anthony Hicks : chanteur mariage
- Ted Perlman : chanteur mariage
- Stephen Dress : musicien mariage
- Taylor Graves : musicien mariage

## Autour du film
- Le producteur Tom Shadyac avait prévu de faire ce film depuis début 1999. Le projet de film s'appelait alors I Now Pronounce You Joe and Benny, et devait être dirigé par Shadyac et interprété par Nicolas Cage et Will Smith[2].
- En temps normal, Richard Chamberlain est doublé en français par Richard Darbois, celui-ci doublant également Dan Aykroyd à la même période. Darbois ne pouvant doubler les deux acteurs au sein du même film, il se charge de prêter sa voix à Aykroyd et Chamberlain est donc exceptionnellement doublé par Pierre Dourlens.